# 10585 Вабісабі
10585 Вабісабі (10585 Wabi-Sabi) — астероїд головного поясу, відкритий 13 квітня 1996 року.
Тіссеранів параметр щодо Юпітера — 3,648.
Названо на честь Вабісабі (яп. わびさび).